# Forte e chiaro
Forte e chiaro è un singolo della cantante italiana Federica Carta, pubblicato il 21 luglio 2017.

## Video musicale
Il videoclip del brano, diretto da Giacomo Triglia, è stato pubblicato il 2 agosto 2017 sul canale YouTube della cantante.

## Tracce
Testi e musiche di Federica Camba e Daniele Coro.
1. Forte e chiaro – 3:07